# Chief Security Officer
 Der Chief Security Officer (CSO) ist in der Regel der Konzernverantwortliche für den Bereich Sicherheit. Dazu gehören Bereiche wie IT- und Informationssicherheit, organisatorische und physische Sicherheit wie auch elektronische und mechanische Sicherheitseinrichtungen. Der Chief Security Officer ist direkt verantwortlich für Durchführung, Einhaltung und Entwicklung von sicherheitsrelevanten Themen. Diese Berufskategorie ist im Top-Security-Management-Bereich anzusiedeln und oftmals direkt der Konzernleitung unterstellt.
Das Aufgabengebiet eines Chief Security Officer im Detail ist sehr umfangreich und erfordert ein hohes Maß an Zuverlässigkeit und Verantwortung. Herkömmliche Sicherheitsüberprüfungen, wie sie standardisiert für Sicherheitsangestellte ohne Managementfunktion und ohne Anstellung in besonders gesicherten Bereichen existieren, dürften hier nicht ausreichen. 
Vielmehr wird in solchen Fällen beim zuständigen Ministerium ein Antrag auf Sicherheitsüberprüfung gestellt (z. B. Bundesministerium für Wirtschaft und Technologie).
Häufig wird in Unternehmen auch die Position des „Chief Information Security Officer“ (CISO) vergeben, die oft eine ähnliche Ausrichtung hat.
Zunehmend steht die Abkürzung CSO auch für andere Titel wie die des „Chief Strategic Officer“ oder „Chief Sales Officer“.